# Jack McGlynn
Jack Ryan McGlynn (ur. 7 lipca 2003 w Queens) – amerykański piłkarz grający na pozycji pomocnika w amerykańskim klubie Houston Dynamo oraz reprezentacji Stanów Zjednoczonych. Uczestnik Letnich Igrzysk Olimpijskich 2024 w Paryżu.

## Sukcesy

### Philadelphia Union
- Finalista MLS Cup(inne języki): 2022(inne języki)[5]

### Stany Zjednoczone U-20
- Mistrzostwo CONCACAF U-20: 2022(inne języki)[6]